# Tetsuya Kajiwara
Tetsuya Kajiwara (梶 原 彻 也?), nacido el 26 de septiembre de 1963 es un baterista que ha tocado con bandas japonesas, como The Blue Hearts y The 3Peace.

## Historia personal
Kajiwara nació en Fukuoka, Prefectura de Fukuoka, Japón, y se graduó de Oita Uenogaoka High School en Oita, Prefectura de Oita. Luego se trasladó a Suginami en Tokio para estudiar en la Universidad de Takachiho. Durante la universidad, vivió en residencias de estudiantes y fue parte de un grupo de músicos de otras universidades, incluyendo Waseda y Meiji, formando varios grupos diferentes como estudiante.
Él conoció a The Blue Hearts, mientras trabajaba en un club. Cuando se enteró de que el baterista original de la banda había renunciado en abril de 1986, telefoneó a Hiroto Komoto, vocalista de la banda, y recibió una audición. Durante su audición, su conteo alto de "Uno, dos, tres, cuatro!" impresionó a los miembros de la banda y fue elegido por eso más tarde dicho por el mánager.
Tras su paso por The Blue Hearts, Kajiwara era un miembro de The 3peace y de la banda que tocaba covers de Ai Otsuka, tras lo cual comenzó a realizarse con The Big Hip. Más recientemente, ha puesto en marcha un sello discográfico y está produciendo música.